# Auguste Alphonse Derbès
Auguste Alphonse Derbès (Marseille, 8 mai 1818 - Marseille, 27 janvier 1894) est un zoologiste et botaniste français, professeur de botanique générale à la Faculté des sciences de Marseille, qui étudie la reproduction des oursins et des algues.
Derbès est le premier scientifique à observer la fertilisation des œufs de l'oursin dont il détaille le processus de formation de l'enveloppe autour du gamète pendant la reproduction ; processus maintenant connu pour être associé au cation Ca2+,.

## Publications
- Auguste Derbès et Antoine Joseph Jean Solier, Mémoire sur quelques points de la physiologie des algues (manuscrit, 2 tomes dont 1 atlas de 38 pl.), 1847 (lire en ligne [PDF]).